# الصليبخات
الصُّلَيْبِخَات منطقة من مناطق محافظة العاصمة في الكويت. كانت تسمى «مدينة العمال» حيثُ كان يسكنها العمال الذين كانوا يعملون ببناء الدولة الحديثة بعد الاستقلال، والآن سميت بذلك الاسم نسبة للصلبوخ وهو الصخر، وتعدّ من أوائل المناطق الحديثة في محافظة العاصمة.
تحتوي الصليبخات على:
1. شبرة خضار.
2. العديد من المساجد.
3. الجمعية التعاونية وأفرعها المنتشرة في المنطقة.
4. بقالات.
5. مركز إطفاء.
6. مستوصفات.
7. نادي الصليبخات.
8. واجهه بحرية.
9. مقهى شعبي.
10. الحدائق المختلفة.
11. بيوت حكومة وقسائم سكنية وبيوت التركيب.
12. مقبرة الصليبخات وهم ثلاثة رئيسية تعمل حتى الآن.
13. مدارس لكافة المراحل وهم رياض الأطفال، الابتدائية، والمتوسطة، والثانوية، حتى والدينية.
14. بالإضافة إلى فرع المؤسسة العامة للتأمينات الإجتماعية وفرع لبلدية الكويت.

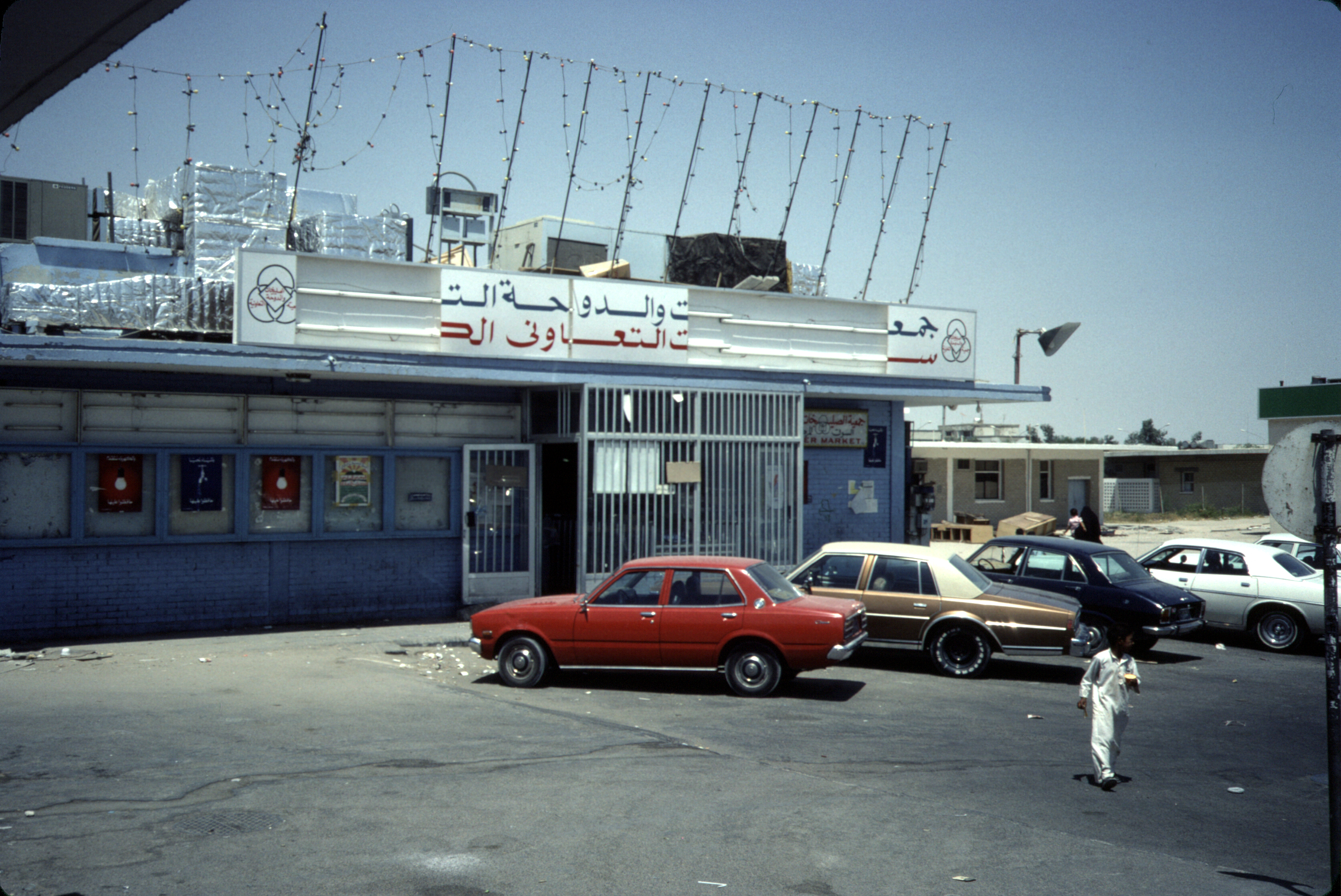
جمعية الصليبيخات والدوحة عام 1980

15. صيدلية الصليبخات.
16. كافيه ستاربكس
17. ملاعب شعبية ورياضية
18. بنك الائتمان الكويتي
19. البنك التجاري
20. البنك الأهلي المتحد
21. بنك الخليج
22. بنك بيت التمويل الكويتي
23. صالات أفراح
24. محطات وقود
25. مجمع تجاري
26. محلات مشاتل زراعية
27. مطاعم عالمية ومحلية
28. العديد من الخدمات الأخرى.